# Upphärad
Upphärad is een plaats in de gemeente Trollhättan in het landschap Västergötland en de provincie Västra Götalands län in Zweden. De plaats heeft 571 inwoners (2005) en een oppervlakte van 59 hectare.